# Samsung Galaxy S4
Samsung Galaxy S4 četvrti je pametni telefon u Samsungovoj seriji S. Prvi put je predstavljen 14. ožujka. Dolazi uz Android operativni sustav verzije 4.2.2, a izašao je 27. travnja 2013. godine. Nasljedio je Samsung Galaxy S3 a njegov je nasljednik Galaxy S5. Slogan mu je bio "Životni supotnik" a po tome je i poznat. 

## Hardver
Dolazi uz bateriju kapaciteta 2600mAh-ova. Kamera je imala 13MP a snimala je u 1080p rezoluciji, a po njoj je mobitel ostao upamćen. 